# المدينة العلمية الاستكشافية (مصر)
المدينة العلمية الاستكشافية، هي أحد المراكز التعليمية الاستكشافية في مصر. بدأ إنشائها في عام 2002 تحت اسم «مدينة مبارك العلمية الاستكشافية» بمدينة السادس من أكتوبر في محافظة الجيزة، ثم تغير اسمها لاحقاً إلى «المدينة العلمية الاستكشافية». افتتح الرئيس حسني مبارك المرحلة الثانية منها في 13 مايو 2004، وفتحت أبوابها للزائرين في عام 2008. تقع المدينة على مساحة 58 فدان وتديرها وتشرف عليها وزارة التربية والتعليم. تهدف المدينة إلى غرس الاستمتاع بالتعلم عند الأطفال من خلال تحويل المناهج النمطية إلى تجارب تطبيقية وتعد لذلك وجهة مفضلة للرحلات المدرسية التعليمية خاصة لقربها من أهرام الجيزة التي تبعد عنها مسافة 20 كم تقريباً، والقرية الكونية التي تبعد عنها مسافة 13 كم تقريباً، ودريم بارك التي تبعد عنها مسافة 9 كم تقريباً، ومدينة الإنتاج الإعلامي التي تبعد عنها مسافة 5 كم تقريباً.

## التاريخ
بدأت فكرة إنشاء المدينة في 9 يوليو 1998 مع افتتاح المركز الاستكشافي للعلوم والتكنولوجيا بحدائق القبة كأول مركز علمي تفاعلي في مصر، ليتوالى بعد ذلك افتتاح المراكز حتى بلغ عددها 33 مركزاً. بقيت تلك المراكز رغم عددها مفتقدة لعنصر تجسيد الكائنات والطبيعة بطريقة ثلاثية الأبعاد، فبدأت وزارة التربية والتعليم بالتعاون مع جهاز الخدمات العامة للقوات المسلحة في إنشاء المدينة العلمية الاستكشافية في مدينة السادس من أكتوبر بهدف تحويل التجربة التعليمية إلى معايشة شخصية للزائر وتحويل المعرفة إلى تجربة ممتعة.
بدأ إنشاء المدينة في عام 2002 تحت اسم «مدينة مبارك العلمية الاستكشافية» بمدينة السادس من أكتوبر في محافظة الجيزة، ثم تغير اسمها لاحقاً إلى «المدينة العلمية الاستكشافية». افتتح الرئيس حسني مبارك المرحلة الثانية منها في 13 مايو 2004، وفتحت أبوابها للزائرين في عام 2008. تقع المدينة على مساحة 58 فدان وتديرها وتشرف عليها وزارة التربية والتعليم.

## تخطيط المدينة

### الحديقة الاستكشافية
تصور الحديقة نماذج من الحياة الريفية والبيئات الطبيعية وتشمل محمية طبيعية تحتوي على كائنات حية ونموذج للبيئة القطبية ونماذج الكائنات التي انقرضت عبر مراحل مختلفة من التاريخ وحديقة للحيوان.

### المسرح التعليمي
يعرض المسرح أفلام ثلاثية الأبعاد في شاشة سينمائية بعرض 21 م وارتفاع 17 م تتسع إلى 270 مشاهد.

### مركز التعليم المستقبلي
يختص المركز بالتعليم التكنولوجي والإنتاجي، ويتولى التدريب فيه مدرسون من وزارة التربية والتعليم لإعطاء الدورات التدريبية للطلاب على مدار شهور الإجازة في معامل صيانة الحاسب الآلي والإلكترونيات والطيران والتصنيع التكنولوجي والتلسكوب.

### المتاحف العلمية
- متحف علم الفضاء: يشرح نظرية الانجراف القارية، وكيف تكونت القارات والبراكين والأعاصير حتى تصل إلى المظلات الهوائية والجاذبية الأرضية، والتعرف على الأوزان المختلفة إذا انتقلت إلى الكواكب الأخرى، ومشاهدة صورة الزائر وهو يرتدى بدلة رواد الفضاء التي تخبره عن نفسها وكيفية السير خارج الأرض.[1]
- متحف العلوم المتكاملة: تتعرف من خلاله على وظائف أجهزة جسم الإنسان «الغدد الصماء، القلب، العين، الحامض النووي».[1]
- المتحف الجيولوجي: يشاهد من خلاله كهف الصخور النارية والتعرف على تطور العصور الجيولوجية، وعلى تاريخ العلم وتطوره.[1]
- متحف الأحياء المائية: يتعرف من خلاله على عالم البحار والحياة المائية، والنظر إلى مختلف المناظر الطبيعية على مستوى العالم تمر عبر الشلالات وبين مختلف أنواع الأسماك والشعاب المرجانية.[1]

### محكي الحضارات
يضم نماذج لتطور العمارة المصرية في مراحلها الحضارية الفرعونية والبيزنطية والقبطية والإسلامية بما في ذلك نموذجاً مصغراً لمعبد حورس في إدفو، مقبرة توت عنخ آمون، كنيسة مارجرجس، مدرسة ومسجد السلطان قايتباي، وهي من أشهر معالم مصر التي استطاع مصمموا المدينة أن ينقلوا جميع ملامحها المعمارية لتوفير بيئة مقنعة للزائرين. وهناك أيضاً قاعة الإلكترونيات الكهربائية والمغناطيسية، وقاعة الضوء والليزر وقاعة الأراضي وتحتوي على نماذج مصغرة للظواهر الطبيعية كالبراكين والأعاصير.

## الجولات
يصطحب الزائرون مرشدون من وزارة التربية والتعليم.

## الوصول والدخول
مواعيد المدينة تبدأ من الساعة 9:30 صباحاً وحتى 2:30 ظهراً، وتعمل جميع أيام الأسبوع ما عدا الجمعة والسبت والعطلات الرسمية.

### أسعار التذاكر
أسعار التذاكر بالجنيه المصري.
| البيان                                | مدارس حكومية | مدارس رسمية | مدارس خاصة | مدارس دولية | جهات حكومية | جهات خاصة وأسر |
| ------------------------------------- | ------------ | ----------- | ---------- | ----------- | ----------- | -------------- |
| رسم دخول المدينة (حيوانات مجسمة وحية) | 10           | 10          | 10         | 10          | 10          | 10             |
| دخول المتاحف العلمية                  | 15           | 20          | 30         | 50          | 25          | 25             |
| لعبة السيملاتور                       | 10           | 10          | 20         | 25          | 10          | 20             |
| لعبة الجيرو                           | 10           | 10          | 10         | 15          | 10          | 10             |
| محكي الحضارات                         | 5            | 5           | 10         | 10          | 5           | 10             |
| تذكرة شاملة                           | 50           | 55          | 80         | 110         | 60          | 75             |

## وصلات خارجية
- صفحة المدينة على فيسبوك